# Корберан, Карлос
Ка́рлос Корберан Валет (исп. Carlos Corberán Vallet; род. 7 апреля 1983, Честе, Валенсия) — испанский футболист и тренер. Главный тренер клуба «Валенсия».

## Карьера игрока
Корберан родился в Честе, небольшом городе в автономном сообществе Валенсия и является воспитанником молодёжной академии одноимённой местной команды. В основной состав клуба Корберан, игравший на позиции вратаря, пробиться не сумел, на протяжении всей своей карьеры выступая в командах уровня не выше третьего дивизиона. В связи с этим в возрасте 23 лет он принял решение о завершении карьеры, планируя стать тренером.

## Тренерская деятельность

### Первые годы
Завершив игровую карьеру, Корберан впоследствии начал работать в резервных командах «Вильярреала» в качестве тренера по физической подготовке. В 2011 году, после назначения Хуана Карлоса Гарридо в первую команду, он был назначен тренером по физподготовке основного состава.
В феврале 2012 года Корберан подписал контракт с клубом чемпионата Саудовской Аравии «Аль-Иттихад» вместе с главным тренером Раулем Канедой, будучи рекомендованным Пепом Гвардиолой. Находясь в клубе, он работал тренером по физподготовке и помог вывести клуб в полуфинал Лиги чемпионов АФК. В июле 2013 года Корберан был назначен главным тренером молодёжной команды «Алькоркона», однако вскоре был освобождён от своих обязанностей и впоследствии заменён Хосе Марией Рико в январе следующего года.
В 2014 году он вернулся в Саудовскую Аравию и присоединился к коллективу «Аль-Наср», где был назначен помощником Канеды. Клуб под руководством тандема тренеров стал финалистом Суперкубка страны и вышел в групповой этап Лиги чемпионов АФК, а также стал финалистом Кубка страны.

### Кипр
29 ноября 2016 года Корберан начал самостоятельную тренерскую карьеру, став главным тренером команды высшего дивизиона Кипра «Докса Катокопиас». Однако 24 января следующего года он был уволен со своего поста. 30 января 2017 года Корберан был назначен новым главным тренером ФК «Эрмис Арадиппу», также выступающего в высшем дивизионе Кипра, в итоге заняв с клубом седьмое место в турнирной таблице. Затем его сменил Никос Панайоту.

### «Лидс Юнайтед»
21 июня 2017 года Корберан был объявлен новым главным тренером молодёжной команды «Лидс Юнайтед» до 23 лет, заменив ушедшего в отставку Джейсона Бланта.
После назначения нового главного тренера Марсело Бьелсы в июне 2018 года Корберан продолжал исполнять обязанности главного тренера юношеской команды. В октябре 2018 года Бьелса назвал Корберана «очень талантливым», заявив, что ценит мнение Корберана «больше, чем своё собственное».
Команда под руководством Корберана выиграла Северную лигу чемпионата Профессионального развития сезона 2018\19, обыграв в финале «Бирмингем Сити».
В июне 2019 года сообщалось о том, что Корберану будет предложена должность главного тренера в испанском клубе «Культураль Леонеса», однако он решил остаться в «Лидсе», чтобы продолжить работать под руководством Бьелсы. Год спустя «Лидс» выиграл Чемпионшип и вернулся в АПЛ.

### «Хаддерсфилд Таун»
В июле 2020 года Корберану была предложена должность главного тренера команды «Хаддерсфилд Таун», которую он принял, и его назначение было официально подтверждено 23 июля.
В его дебютном матче 5 сентября клуб проиграл дома «Рочдейлу» со счётом 1:0 в первом раунде Кубка Лиги; в первой игре первенства неделю спустя тот же счёт был зафиксирован в матче с «Норвич Сити».
Корберан пропустил стартовую игру сезона 2021\22 из-за положительного теста на COVID-19. В сезоне 2021\22 «Терьеры» финишировали на третьей позиции.
Сыграв вничью в первом матче полуфинала плей-офф со счётом 1:1 на выезде, они одержали домашнюю победу со счётом 1:0 над «Лутон Таун» и сыграли в финале с «Ноттингем Форест» на лондонском стадионе «Уэмбли». Исход матча был решён автоголом игрока «Хаддерсфилда»; после того, как две апелляции «Хаддерсфилда» на пенальти были отклонены. Корберан поставил под сомнение работу VAR после окончания матча.
7 июля 2022 года Корберан подал в отставку с поста главного тренера.

### «Олимпиакос»
1 августа 2022 года Корберан был назначен главным тренером «Олимпиакоса» из Пирея. 18 сентября того же года он был уволен, одержав всего две победы в 11 матчах, проиграв оба матча в рамках Лиги Европы УЕФА и в итоге заняв пятое место в турнирной таблице.

### «Вест Бромвич Альбион»
25 октября 2022 года Корберан вернулся в чемпионат Англии, подписав контракт с «Вест Бромвич Альбион». На момент прихода испанского специалиста коллектив занимал второе с конца место в турнирной таблице после 16 проведённых игр. Его дебютом четыре дня спустя стало домашнее поражение в матче против «Шеффилд Юнайтед» со счётом 2:0. Впоследствии команда под руководством Корберана сумела выиграть десять из следующих двенадцати матчей в чемпионате. 7 февраля 2023 года, на фоне слухов о возвращении в «Лидс Юнайтед» после увольнения американского специалиста Джесси Марша, Корберан продлил трудовое соглашение с командой до 2027 года. Клуб продолжал до последнего бороться за выход в плей-офф, проиграв «Суонси Сити» со счётом 3:2 и заняв по итогам сезона девятое место в турнирной таблице.

### «Валенсия»
24 декабря 2024 года 41-летний испанец вернулся на родину, сменив ранее уволенного Рубена Бараху в должности главного тренера «Валенсии», выступающей в Примере. Контракт наставника с клубом был подписан на три года.